# 比多尼
比多尼（義大利語：Bidonì），是意大利奥里斯塔诺省的一个市镇。总面积11.67平方公里，人口148人，人口密度12.7人/平方公里（2009年）。ISTAT代码为095014。